# Празници Српске православне цркве
Сваки дан у току године посвећен је неком од светих, а такође и посебним светим догађајима — празницима и постовима.
По времену празновања празници се деле на: непокретне, који бивају сваке године увек у исти дан у току месеца, и покретне, који мада увек бивају у исти седмични дан, падају у различите дане у току месеца, зависно од времена празновања Пасхе.
По величанствености црквених служби, празници се деле на пет врста:
1. Велики празници за које се служи Свеноћно бденије — у Типику означени крстом у кругу црвене боје.
2. Средњи празници са две подврсте:
а) празници за које се такође служи Свеноћно бденије – у Типику означени крстом са полукругом црвене боје;
б) празници за које се не служи бденије, него само полијелеј – у Типику означени крстом црвене боје);
3. Мали празници, такође две подврсте:
а) празници за које се служи славословна служба – у Типику означени са три „непотпуно окружене“ тачке црвене боје и
б) празници за које се служи шестирична служба – у Типику означени са три „непотпуно окружене“ тачке црне боје).

Од свих празника у години највећи празник је Свето Христово Васкрсење (Пасха). То је Празник над празницима и Слава над славама и збот тога се не сврстава ни у једну групу.
Сви велики празници у години деле по свом садржају на: Господње, Богородичине и празнике светих. 
У току године постоји дванаест великих празника, установљених у част Господа нашег Исуса Христа и Божије Мајке. Поред њих постоје као велики празници и празници у част великих светих и у част бесплотних (бестелесних) Сила небеских — ангела.
Богослужебна црквена година почиње 1. септембра по старом календару, а цео годишњи круг Богослужења утврђује се у односу на празник Пасхе.